# Meri Bejker Edi
Meri Bejker Edi (16. jul 1821 – 3. decembar 1910) bila je američka religiozna liderka koja je osnovala Hrišćansku nauku, novi religiozni pokret, u Novoj Engleskoj u drugoj polovini 19. veka.
Ona je autor glavnog udžbenika pokreta, Nauka i zdravlje sa ključem Svetoga pisma, prvi put objavljenog 1875. godine. Edi je tvrdila da materijalni svet ne postoji, i naročito da je bolest mentalna greška koja se može ispraviti molitvom Hrišćanske nauke. (1998): „Meri Bejker Edi gurnula postulate pozitivnog razmišljanja do njihovog apsolutnog limita. ... Ona je predložila ne samo da duhovno zasenjuje materijalno, već da materijalni svet ne postoji. Svet naših čula je samo iluzija naših umova. Ako nam materijalni svet izazove bol, tugu, opasnost, pa čak i smrt, to se može promeniti promenom naših misli.” Četiri godine kasnije, ona i 26 sledbenika osnovali su Crkvu Hrista, naučnika u Linu, Masačusets.
Edi je pokrenula nekoliko časopisa o religiji - Hrišćanski naučni stražar, Hrišćanski naučni časopis, i Herald Hrišćanske nauke- a 1908. godine, i u svojoj 87. godini, Hrišćanski naučni monitor, novine koje je dobila sedam Pulicerovih nagrada. Do 2001. godine, Nauka i zdravlje sa ključem Svetog pisma je prodata u preko devet miliona primeraka.

## Detinjstvo i mladost

### Bou, Nju Hempšir
Edi je rođena kao Meri Mors Bejker u seoskoj kući u Bou, Nju Hempšir, od oca Marka Bejkera po zanimanju farmera (umro 1865) i njegove supruge Abigejl Barnard Bejker, rođene Ambroz (umrla 1849). Edi je bila najmlađe od Bejkerovih šestoro dece: dečaka Samjuel Dou (1808), Albert (1810) i Džordž Salivan (1812), a zatim devojčice Abigejl Barnard (1816), Marta Smit (1819) i Meri Mors (1821).
Mark Bejker je bio predano religiozan čovek protestantskog kongregacionog porekla, čvrst vernik u konačnu presudu i večno prokletstvo, prema Merinom kazivanju. Maklurov časopis je objavio je 1907. godine niz članaka koji su bili veoma kritični prema Edijevoj, navodeći da se Bejkerova kućna biblioteka sastojala od Biblije. Edi je odgovorila da to nije istina i da je njen otac bio strastveni čitalac. Prema Edijevoj, njen otac je u jednom trenutku bio mirovni sudija i kapelan državne milicije Nju Hempšira. Lokalno je stekao reputaciju da je sklon raspravama; jedan komšija ga je opisao kao „tigra po temperamentu i uvek u nizu”. Maklurov časopis ga je opisao kao pristalicu ropstva i tvrdili su da mu je bilo drago da čuje za smrt Abrahama Linkolna. Edi je odgovorila da je Bejker „snažno verovao u državna prava, ali da je ropstvo smatrao velikim grehom.”
Bejkerova deca nasledila su očev temperament, prema Makluru; takođe su nasledili njegov dobar izgled, i Edi je postala poznata kao seoska lepotica. Život je ipak bio spartanski i repetitivan. Svaki dan je počinjao dugotrajnom molitvom i nastavljao se napornim radom. Jedini dan odmora bila je subota.

## Napomene
1. ↑  Rodni Stark

## Literatura
- Anonymous (1907). „Mrs. Mary Baker Eddy's Case of Hysteria”. Journal of the American Medical Association (на језику: енглески). XLVIII (7).
- Albanese, Catherine L. (2007). A Republic of Mind and Spirit: A Cultural History of American Metaphysical Religion (на језику: енглески). New Haven: Yale University Press.
- Bates, Ernest S.; Dittemore, John V. (1932). Mary Baker Eddy: The Truth and the Tradition (на језику: енглески). New York: A. A. Knopf. OCLC 1199769.
- Beasley, Norman (1963). Mary Baker Eddy (на језику: енглески). Duell, Sloan and Pearce.
- Braude, Ann (2001). Radical Spirits: Spiritualism and Women's Rights in Nineteenth-Century America (на језику: енглески). Indiana University Press.
- Brisbane, Arthur (август 1907). „An Interview with Mrs. Eddy”. Cosmopolitan Magazine (на језику: енглески).
- Buchanan, Paul (2009). American Women's Rights Movement: A Chronology of Events and of Opportunities from 1600 to 2008 (на језику: енглески). Branden Books.
- Canham, Erwin (1958). Commitment To Freedom: The Story of the Christian Science Monitor (на језику: енглески). Houghton Mifflin.
- Caplan, Eric (2001). Mind Games: American Culture and the Birth of Psychotherapy (на језику: енглески). University of California Press.
- Cather, Willa; Milmine, Georgine (1993). The Life of Mary Baker G. Eddy and the History of Christian Science (на језику: енглески). Lincoln: University of Nebraska Press. ISBN 978-0-8032-1453-8. Приступљено 1. 5. 2023.
- Dakin, Edwin F (1929). Mrs. Eddy: The Biography of a Virginal Mind (на језику: енглески). C. Scribner's & Sons. Архивирано из оригинала 17. 12. 2019. г. Приступљено 17. 12. 2019.
- Fisher, H. A. L. (1929). Our New Religion (на језику: енглески). London: Benn.
- Frail, T. A. (17. 11. 2014). „Meet the 100 Most Significant Americans of All Time”. Smithsonian (на језику: енглески).
- Fraser, Caroline (1999). „Mere Historic Incidents”. God's Perfect Child: Living and Dying in the Christian Science Church (на језику: енглески). Metropolitan Books. ISBN 9780805044317 — преко Archive.org.
- Frerichs, Ernest S., ур. (1988). The Bible and Bibles in America (на језику: енглески). Scholars Press. ISBN 978-1-55540-096-5.
- Hall, Robert M. (1916). The Modern Siren (на језику: енглески). Our Hope. Приступљено 1. 5. 2023.
- Haller, John S. (1981). American Medicine in Transition, 1840–1910 (на језику: енглески). University of Illinois Press. ISBN 9780252008061 — преко Google Books.
- Hartsook, Andrew W. (1994). Christian Science After 1910 (на језику: енглески). Bookmark.
- Gallagher, Eugene; Ashcroft, Michael W. (2006). Introduction to New and Alternative Religions in America (на језику: енглески). Greenwood Publishing Group. ISBN 9780313050787 — преко Google Books.
- Gardner, Martin (1993). The Healing Revelations of Mary Baker Eddy (на језику: енглески). Prometheus Books. ISBN 978-0-87975-838-7.
- Gill, Gillian (1998). Mary Baker Eddy (на језику: енглески). Da Capo Press. ISBN 978-0-7382-0042-2.
- Gottschalk, Stephen (1973). The Emergence of Christian Science in American Religious Life (на језику: енглески). University of California Press. ISBN 9780520023086.
- Gottschalk, Stephen (2006). Rolling Away the Stone: Mary Baker Eddy's Challenge to Materialism (на језику: енглески). Indiana University Press. ISBN 978-0-253-34673-5.
- Knee, Stuart E. (1994). Christian Science in the Age of Mary Baker Eddy (на језику: енглески). Greenwood Press. ISBN 978-0-313-28360-4.
- Koestler-Grack, Rachel A. (2004). Mary Baker Eddy (на језику: енглески). Facts On File. ISBN 978-0-7910-7866-2.
- Leonard, Todd Jay (2005). Talking to the Other Side (на језику: енглески). New York: iUniverse. ISBN 978-0-595-36353-7.
- Mead, Frank S. (1995). Handbook of Denominations (на језику: енглески) (10th изд.). Nashville, TN: Abingdon Press. ISBN 9780687014781.
- Meehan, Michael (1908). Mrs. Eddy and the Late Suit in Equity (на језику: енглески).
- Melton, J. Gordon (1999). Religious Leaders of America: A Biographical Guide to Founders and Leaders of Religious Bodies, Churches, and Spiritual Groups in North America (на језику: енглески). Detroit: Gale Research. ISBN 9780810388789.
- Menninger, Karl (1927). The Human Mind (на језику: енглески). Garden City Publishing Company.
- Miller, Timothy (1995). America's Alternative Religions (на језику: енглески). State University of New York.
- Moore, R. Laurence (1986). Religious Outsiders and the Making of Americans (на језику: енглески). Oxford University Press. ISBN 978-0-19-536399-9.
- Moreman, Christopher M. (2013). The Spiritualist Movement: Speaking with the Dead in America and Around the World (на језику: енглески). 1: American Origins and Global Proliferation. Praeger. ISBN 978-0-313-39947-3.
- Nenneman, Richard A. (1997). Persistent Pilgrim: The Life of Mary Baker Eddy (на језику: енглески). Nebbadoon Press. ISBN 978-1-891331-02-2.
- „List of Markers by Marker Number” (PDF). nh.gov (на језику: енглески). New Hampshire Division of Historical Resources. 2. 11. 2018. Приступљено 5. 7. 2019.
- Norton, Carol (1904). The Christian Science Church, Its Organization and Policy: The History of the Apostolic Church and the Formation of the Christian Science Church Compared (на језику: енглески). Christian Science Publishing Society. Приступљено 2. 5. 2023.
- „Dr. Alan McLane Hamilton Tells About His Visit to Mrs. Eddy; After a Month's Investigation Famous Alienist Considers Leader of Christian Scientists "Absolutely Normal and Possessed of Remarkably Clear Intellect"”. The New York Times (на језику: енглески). 25. 8. 1907.
- „Mrs. Eddy Dies of Pneumonia; No Doctor Near”. The New York Times (на језику: енглески). 5. 12. 1910.
- „Eddy Centenary Observed at Bow”. The New York Times (на језику: енглески). Concord, NH. 17. 7. 1921. Приступљено 2. 5. 2023.
- Oakley, Adeline (јун 2015). „75 Books by Women Whose Words Have Changed the World” (PDF) (на језику: енглески). Приступљено 10. 3. 2023.
- Peel, Robert (1966). Mary Baker Eddy: The Years of Discovery (на језику: енглески). Holt, Rinehart and Winston.
- Peel, Robert (1971). Mary Baker Eddy: The Years of Trial (на језику: енглески). Holt, Rinehart and Winston. ISBN 978-0-03-086700-2.
- Peel, Robert (1977). Mary Baker Eddy: The Years of Authority (на језику: енглески). Holt, Rinehart and Winston. ISBN 978-0-03-021081-5.
- Podmore, Frank (1909). Mesmerism and Christian Science: A Short History of Mental Healing (на језику: енглески). George W. Jacobs and Company.
- Powell, Lyman Pierson (1930). Mary Baker Eddy: A Life Size Portrait (на језику: енглески). MacMillan, Christian Science Publishing Society. (Reprinting)
- Rapport, Jeremy (2015). „The Nature of Reality: Christian Science and Spiritualism”.  Ур.: Guttierez, Cathy. Handbook of Spiritualism and Channeling (на језику: енглески). Leiden: Brill. стр. 199—218. ISBN 978-90-04-26408-3. doi:10.1163/9789004264083_011.
- Safronoff, Cindy (5. 2. 2016). „The fall that led to the rise of Mary Baker Eddy”. Crossing Swords (на језику: енглески). Архивирано из оригинала 13. 4. 2016. г. Приступљено 28. 8. 2022.
- Saul, Leon; Warner, Silas (1982). The Psychotic Personality (на језику: енглески). Van Nostrand Reinhold. ISBN 978-0-442-27764-2.
- Shippey, Kim (29. 1. 2001). „City of "firsts" Lynn, Massachusetts, honors Mary Baker Eddy”. Christian Science Sentinel (на језику: енглески). Приступљено 28. 8. 2022.
- Siegel, Ronald K. (1994). Whispers: The Voices of Paranoia (на језику: енглески). Simon & Schuster.
- Silberger, Julius (1980). Mary Baker Eddy: An Interpretive Biography of the Founder of Christian Science (на језику: енглески). Boston: Little, Brown. ISBN 978-0-316-79090-1. Приступљено 5. 5. 2023.
- Singhal, Damodar (1980). Modern Indian Society and Culture (на језику: енглески). Meenakshi Prakashan.
- Smith, Clifford P. (1920). „Eddy, Mary Baker”. The Encyclopedia Americana — преко Викизворника.
- Springer, Fleta Campbell (1930). According to the Flesh: A Biography of Mary Baker Eddy (на језику: енглески). Coward-McCann.
- Squires, L. Ashley (2017). Healing the Nation: Literature, Progress, and Christian Science (Kindle изд.). Indiana University Press.
- Stark, Rodney (1988). „The Rise and Fall of Christian Science”. Journal of Contemporary Religion (на језику: енглески). 13 (2): 189—214. doi:10.1080/13537909808580830.
- Thomas, Wendell (1930). Hinduism Invades America (на језику: енглески). The Beacon Press. стр. 228—234.
- Vaillant, George (1992). Ego Mechanisms of Defense: A Guide for Clinicians and Researchers (на језику: енглески). American Psychiatric Press. ISBN 978-0-88048-404-6.
- Whorton, James C. (2004). Nature Cures: The History of Alternative Medicine in America (на језику: енглески). Oxford University Press. ISBN 978-0-19-517162-4. Приступљено 1. 5. 2023.
- Wilbur, Silby (1913). „Mesmerism Dominant”. The Life of Mary Baker Eddy (на језику: енглески). The Christian Science Publishing Society  — преко Викизворника. [scan ]
- Williams, Jean Kinney (1997). The Christian Scientists (на језику: енглески). New York: Franklin Watts. ISBN 9780531113097.
- Williams, William (2000). Encyclopedia of Pseudoscience: From Alien Abductions to Zone Therapy (на језику: енглески). Facts on File.
- Wilson, Bryan R. (1961). Sects and Society: A Sociological Study of the Elim Tabernacle, Christian Science, and Christadelphians (на језику: енглески). University of California Press. Приступљено 6. 5. 2023 — преко Google Books.
- Wilson, Sheryl C; Barber, Theodore X (1983). „The Fantasy-Prone Personality”.  Ур.: Sheikh, Anees A. Imagery: Current Theory, Research and Application (на језику: енглески). New York: John Wiley & Sons. стр. 340—387.
- Wortham, Hugh Evelyn (1930). Three Women: St. Teresa, Madame de Choiseul, Mṛṣ Eddy (на језику: енглески). Little, Brown and Co.
- Bancroft, Samuel P. (1923). Mrs. Eddy as I Knew Her in 1870 (на језику: енглески). Geo H. Ellis Co.
- Beasley, Norman (1952). The Cross and the Crown: The History of Christian Science (на језику: енглески). Duell, Sloan and Pearce.
- Braden, Charles S. (1958). Christian Science Today: Power, Policy, Practice (на језику: енглески). Southern Methodist University Press.
- Brisbane, Arthur (1908). Mary Baker G. Eddy (на језику: енглески). Ball.
- Buckmaster, Henrietta (1966). Women who shaped history (на језику: енглески). New York: Collier Books. LCCN 65023073.
- Collins, Keith S. (2012). The Christian Science Monitor: Its History, Mission, and People. Nebbadoon Press.
- Feldman, A. Bronson (лето 1963). „Animal Magnetism and the Mother of Christian Science.”. Psychoanalytic Review (на језику: енглески). New York. 50 (2): 153—160. PMID 13962786.
- Frederick, Heather Vogel (2019). Life at 400 Beacon Street: Working in Mary Baker Eddy's household (на језику: енглески). Chestnut Hill, MA: Longyear Museum. ISBN 978-0-578-40482-0. Приступљено 1. 5. 2023.
- Haushalter, Walter M. (1936). Mrs. Eddy Purloins from Hegel (на језику: енглески). Beauchamp.
- Reimer, Hans-Diether (1975). Literatur über die "Christliche Wissenschaft" (Christian Science): Sammlung an der Universitätsbibliothek Erlangen-Nürnberg (на језику: немачки). Evang. Zentralstelle für Weltanschauungsfragen.
- Kennedy, Hugh A. Studdert (1931). Mrs. Eddy as I Knew Her: Being Some Contemporary Portraits of Mary Baker Eddy, the Discoverer and Founder of Christian Science (на језику: енглески). The Farallon Press.
- Lomaxe, Paul (1946). Mary Baker Eddy: Spiritualist Medium (на језику: енглески). General Assembly of Spiritualists.
- Lord, Myra B. (1918). Mary Baker Eddy: A Concise Story of Her Life and Work (на језику: енглески). Davis & Bond. (archive.org)
- Martin, Walter Ralston (1955). The Christian Science Myth. The Modern cult library (на језику: енглески). Zondervan Publishing House.
- Peabody, Frederick W. (1904) [1901]. Complete Exposure of Eddyism or Christian Science: The Plain Truth in Plain Terms Regarding Mary Baker G. Eddy (на језику: енглески). Peabody.
- Powell, Lyman Pierson (1907). Christian Science: The Faith and Its Founder (на језику: енглески). G. P. Putnam's Sons.
- Safronoff, Cindy Peyser (2015). Crossing Swords: Mary Baker Eddy Vs. Victoria Claflin Woodhull and the Battle for the Soul of Marriage (на језику: енглески) (First изд.). Seattle, WA: This One Thing. ISBN 978-0-9864461-0-8. Приступљено 1. 5. 2023 — преко Google Books.
- Smith, Clifford P. (1969) [1934]. Historical Sketches from the Life of Mary Baker Eddy and the History of Christian Science (на језику: енглески). Christian Science Publishing Society. ISBN 9780875100050.
- Snowden, James H. (1920). Truth About Christian Science the Founder and the Faith (на језику: енглески). Philadelphia, The Westminster press.
- Thomas, Robert David (1994). "With Bleeding Footsteps": Mary Baker Eddy's Path to Religious Leadership (на језику: енглески) (1st изд.). New York: Random House. ISBN 978-0-679-41495-7.
- Tomlinson, Irving C. (1945). Twelve Years with Mary Baker Eddy (на језику: енглески). Christian Science Publishing Society.
- Twain, Mark (1907). Christian Science (на језику: енглески). Harper.

## Spoljašnje veze
- Mary Baker Eddy на сајту Пројекат Гутенберг (језик: енглески)
- Meri Bejker Edi на сајту Internet Archive (језик: енглески)
- Meri Bejker Edi на сајту LibriVox (језик: енглески)